# Ian Gelder
Ian Gelder (* 3. Juni 1949; † 6. Mai 2024) war ein britischer Schauspieler.

## Leben
Gelder begann seine Karriere als Theaterschauspieler und spielte 1969 an der Seite von Julian Glover und Gareth Hunt in Peter Shaffers The Royal Hunt of the Sun am Theatre Royal in Bristol. 1972 hatte er seinen ersten Fernsehauftritt mit einer Gastrolle in der Fernsehserie Ein Fall für Scotland Yard. 1973 und 1975 spielte er die Rolle des Dave Dent in den Miniserien The Donati Conspiracy und State of Emergency. Ab 1977 trat er mit der Royal Shakespeare Company auf und spielte unter anderem in den Shakespeare-Produktionen Was ihr wollt, Der Kaufmann von Venedig und Der Widerspenstigen Zähmung. Er spielte zudem im Musical The Sound of Music und in einer Produktion von Arthur Millers Hexenjagd, die 2007 den Olivier Award gewann.
Gelder wirkte ab Anfang der 1970er-Jahre in verschiedenen auch in Deutschland bekannten britischen Fernsehproduktionen wie Die Profis, Agatha Christie’s Poirot und Torchwood mit. Zu seinen Spielfilmrollen gehörten Auftritte in der US-amerikanischen Filmkomödie King Ralph mit John Goodman und Peter O’Toole, Klein Dorrit nach dem Roman von Charles Dickens sowie die deutsche Filmproduktion Die Päpstin von Sönke Wortmann.
Gelder lebte mit dem Schauspieler Ben Daniels zusammen.
Im Dezember 2023 wurde bei Gelder ein Gallengangskarzinom diagnostiziert, woran er Anfang Mai 2024 im Alter von 74 Jahren verstarb.

## Filmografie (Auswahl)
- 1972: Ein Fall für Scotland Yard (New Scotland Yard)
- 1975: Edward VII (Edward the Seventh)
- 1979: Die Profis (The Professionals)
- 1988: Klein Dorrit (Little Dorrit)
- 1991: King Ralph
- 1993: Agatha Christie’s Poirot
- 1997: Casualty (Fernsehserie, 3 Episoden)
- 1998: McCallum - Tote schweigen nicht (McCallum)
- 1998: Jinnah
- 1998: The Bill (Fernsehserie, 4 Episoden)
- 2006: Holby City (Fernsehserie)
- 2009: Torchwood (Fernsehserie, 5 Episoden)
- 2009: Die Päpstin
- 2010: Gerichtsmediziner Dr. Leo Dalton (Silent Witness)
- 2011–2016: Game of Thrones (Fernsehserie, 12 Episoden)
- 2013: Mr. Selfridge (Fernsehserie, 2 Episoden)
- 2016: Ripper Street (Fernsehserie, 1 Episode)
- 2018: Doctor Who (Fernsehserie, Episode 11x02, nur als Stimme)
- 2020: Doctor Who (Fernsehserie, Episode 12x07)